# Gastrycksmotorer

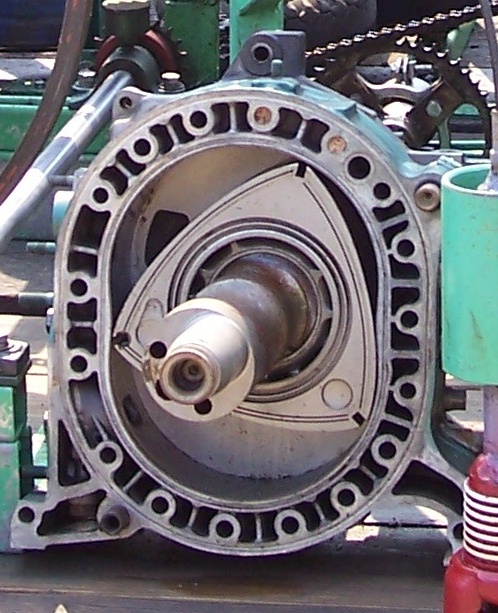
Bild på en delad Wankelmotor från en Mazda Rx7

Gastrycksmotorer (även kallade gasdrivna motorer eller gas-powered engines) är en typ av förbränningsmotor som använder bensin, naturgas eller biogas som bränsle för att generera energi. Dessa motorer har spelat en avgörande roll inom transport, industri och kraftproduktion, där de används i bilar, motorcyklar, lastbilar, båtar, flygplan och kraftverk. Under de senaste årtiondena har gasmotorer utvecklats för att vara mer effektiva, miljövänliga och kraftfulla.  

## Historia och utveckling
Gastrycksmotorer började utvecklas under 1800-talet och var en av de första typerna av förbränningsmotorer som kommersialiserades. En av de tidigaste gasdrivna motorerna användes av Karl Benz i hans Benz Patent-Motorwagen från 1885, vilket anses vara den första bilen. Henry Ford revolutionerade produktionen av bensinmotorer genom massproduktion av Ford Model T i början av 1900-talet, vilket gjorde bilar mer tillgängliga för allmänheten.
En annan viktig utveckling kom 1872 med George Brayton, som designade en motor där gasens tryck drev en mekanism. Denna teknik var en föregångare till moderna gasturbinmotorer och raketmotorer.

## Konstruktion och funktion
En gastrycksmotor fungerar genom att förbränna bränsle i en förbränningskammare, där den resulterande expansionen av gasen skapar tryck som omvandlas till mekaniskt arbete. Beroende på konstruktion kan detta ske genom en kolvmotor, där en kolv rör sig upp och ner, eller genom en turbinmotor, där en turbin roterar.  
Bränslet blandas med luft och antänds av ett tändstift i ottomotorer, medan dieselmotorer komprimerar luft tills temperaturen är tillräckligt hög för att antända bränslet spontant. Gastrycksmotorer kan vara utformade som antingen:  
- Kolvmotorer – där kolvar rör sig i cylindrar för att omvandla tryckenergin till rörelse.
- Rotationsmotorer (eller Wankelmotor) – där en roterande rotor skapar kraft i stället för en kolv.
- Turbomotorer – där gasens tryck driver en turbin som omvandlar energin till mekaniskt arbete.[3]

## Användningsområden
Gastrycksmotorer används i en mängd olika applikationer, särskilt inom transport, energi och industri. De är vanliga i:  
- Bilar och motorcyklar – där bensindrivna motorer har varit standard i över ett sekel.
- Fartyg och lastbilar – där diesel- och gasmotorer används för att hantera tunga laster och långa distanser.
- Flygplan – vissa turbinmotorer är baserade på gastrycksprincipen.
- Kraftverk – används för att driva generatorer i elproduktion.[4]

## Miljöpåverkan och framtid
Gasdrivna motorer är kända för sina utsläpp av växthusgaser, vilket har lett till luftföroreningar och klimatförändringar. För att minska dessa effekter har tekniker som katalysator, avgasrening och bränsleinsprutning utvecklats för att förbättra effektiviteten och minska koldioxidutsläpp.  
Forskning pågår för att utveckla mer bränsleeffektiva motorer samt att ersätta fossila bränslen med förnybar energi. Exempel på alternativa bränslen inkluderar:  
- Biogas – som produceras från organiskt avfall och kan minska beroendet av fossila bränslen.
- Vätgas – som möjliggör nästan utsläppsfri förbränning i vätgasförbränningsmotorer.
- Etanol och metanol – används i blandningar med bensin för att minska utsläppen.[5]

## Kulturell påverkan
Gasdrivna motorer har haft en enorm inverkan på populärkultur, särskilt genom bilindustrin och motorsport. Filmer som The Fast and the Furious har gjort bilkultur och högpresterande motorer populära. Motorer har också varit en central del av racing och tävlingar som Formula 1, NASCAR och Le Mans 24-timmars.